# 27570 Erinschumacher
27570 Erinschumacher este un asteroid din centura principală de asteroizi.

## Descriere
27570 Erinschumacher este un asteroid din centura principală de asteroizi. A fost descoperit pe 25 august 2000 la Socorro, New Mexico, în cadrul proiectului LINEAR. Asteroidul prezintă o orbită caracterizată de o semiaxă mare de 2,77 ua, o excentricitate de 0,09 și o înclinație de 8,0° în raport cu ecliptica.